# Acrogonia hastata
Acrogonia hastata är en insektsart som först beskrevs av Walker 1858.  Acrogonia hastata ingår i släktet Acrogonia och familjen dvärgstritar. Inga underarter finns listade i Catalogue of Life.